# Onde leggere
Onde leggere è un album raccolta di brani musicali della cantautrice italiana Giuni Russo, pubblicato nel 1996 in formato CD dall'etichetta discografica Tring - Azzurra Music.
L'album si apre con nuove versioni di Limonata cha cha cha ed Un'estate al mare, registrate nel 1993. La versione qui presente di Un'estate al mare era infatti già apparsa, sebbene senza la lunga coda finale, nella compilation Mai dire compilation!, edita nel 1993 dalla Dig It International.
Tutti gli altri brani provengono dall'album Se fossi più simpatica sarei meno antipatica (ad eccezione del brano omonimo, qui escluso).

## Tracce
1. Limonata cha cha cha – 4:54
2. Un'estate al mare – 5:06
3. Niente senza di Te – 3:52
4. Il vento folle – 4:15
5. Dio in esilio – 3:39
6. La sua figura – 3:37
7. Strade parallele (Aria siciliana) – 4:15
8. Onde leggere – 3:53
9. Oceano d'amore – 4:48
10. La sposa – 3:20